# Mike Powell
Michael Anthony Powell, conegut amb el nom de Mike Powell, (Filadèlfia, Estats Units 1963) és un atleta nord-americà, ja retirat, especialista en salt de llargada i actual posseïdor del rècord del món de l'especialitat.

## Biografia
Va néixer el 10 de novembre de 1963 a la ciutat de Filadèlfia, població situada a l'estat de Pennsilvània.

## Carrera esportiva
Va participar, als 24 anys, en els Jocs Olímpics d'Estiu de 1988 celebrats a Seül (Corea del Sud), on va aconseguir guanyar la medalla de plata en la competició olímpica masculina del salt de llargada, quedant per darrere del gran dominador del moment Carl Lewis. Posteriorment en el Campionat del Món d'atletisme de 1991 realitzat a Tòquio (Japó) aconseguí establir un nou rècord del món de l'especialitat, trencant el mític rècord de Bob Beamon i establint-lo en 8.95 metres (5 centímetres més que l'anterior rècord), i batent en la final Carl Lewis.
Va participar en els Jocs Olímpics d'Estiu de 1992 celebrats a Barcelona (Catalunya), on tot i ser el gran favorit, quedà novament en segona posició per darrere de Lewis. En el Campionat del Món d'atletisme de 1993 realitzat a Stuttgart (Alemanya) tornà a guanyar el títol mundial.
En el Campionat del Món d'atletisme de 1995 realitzats a Göteborg (Suècia) finalitzà en tercera posició, i en els Jocs Olímpics d'Estiu de 1996 realitzats a Atlanta (Estats Units) finalitzà en cinquena posició, guanyant així un diploma olímpic.
Es retirà en finalitzar els Jocs Olímpics de 1996, si bé el 2001 retornà a la competició per intentar formar part de l'equip nord-americà destinat a competir en els Jocs Olímpics d'estiu de 2004, si bé no ho aconseguí.

## Rècords

### Rècords personals
| Prova            | Salt    | Seu      | Data                |
| ---------------- | ------- | -------- | ------------------- |
| A l'aire lliure  | 8.95 m. | Tòquio   | 30 d'agost de 1991  |
| En pista coberta | 8.44 m. | Budapest | 5 de febrer de 1993 |

### Millors salts de l'any
| Anny | Maca    | Vent (m/s) | Data           | Seu               | Ranquing |
| ---- | ------- | ---------- | -------------- | ----------------- | -------- |
| 1987 | 8.27 m. | +1,8       | 29 d'abril     | Kōriyama          | 8        |
| 1988 | 8.49 m. | +1,8       | 26 de setembre | Seül              | 3        |
| 1989 | 8.49 m. | +0,6       | 25 d'agost     | Brussel·les       | 3        |
| 1990 | 8.66 m. | +0,9       | 29 de juny     | Villeneuve-d'Ascq | 1        |
| 1991 | 8.95 m. | +0,3       | 30 d'agost     | Tòquio            | 1        |
| 1992 | 8.64 m. | -0,5       | 6 d'agost      | Barcelona         | 2        |
| 1993 | 8.70 m. | +0,7       | 27 de juliol   | Salamanca         | 1        |
| 1994 | 8.58 m. | +0,2       | 19 d'agost     | Brussel·les       | 4        |
| 1995 | 8.52 m. | -0,6       | 3 de juliol    | París             | 3        |
| 1996 | 8.39 m. | +0,5       | 19 de juny     | Atlanta           | 7        |
| 2001 | 8.05 m. | +1,9       | 12 de maig     | Modesto           | -        |